# Осніжицька сільська рада
Осніжицька сільська́ ра́да (біл. Аснежыцкі сельсавет) — адміністративно-територіальна одиниця у складі Пінського району Берестейської області Білорусі. Адміністративний центр — село Оснежиці.

## Склад
Населені пункти, що підпорядковувалися сільській раді станом на 2009 рік:
| Населений пункт | Тип    | Населення, осіб (2009) |
| --------------- | ------ | ---------------------- |
| Бояри           | село   | 158                    |
| Галево          | село   | 2468                   |
| Добра Воля      | село   | 174                    |
| Дружний         | селище | 87                     |
| Запілля         | село   | 1244                   |
| Любель          | село   | 198                    |
| Любель-Поль     | село   | 7                      |
| Оснежиці        | село   | 1223                   |
| Посеничі        | село   | 404                    |

## Населення
За переписом населення Білорусі 2009 року чисельність населення сільської ради становила 5963 особи.

### Національність
Розподіл населення за рідною національністю за даними перепису 2009 року:
| Національність               | Осіб | Відсоток |
| ---------------------------- | ---- | -------- |
| білоруси                     | 5344 | 89,62 %  |
| національність не вказана    | 255  | 4,28 %   |
| росіяни                      | 164  | 2,75 %   |
| українці                     | 156  | 2,62 %   |
| поляки                       | 25   | 0,42 %   |
| азербайджанці                | 4    | 0,07 %   |
| німці                        | 3    | 0,05 %   |
| дві та більше національності | 3    | 0,05 %   |
| вірмени                      | 2    | 0,03 %   |
| молдовани                    | 2    | 0,03 %   |
| казахи                       | 2    | 0,03 %   |
| татари                       | 1    | 0,02 %   |
| чуваші                       | 1    | 0,02 %   |
| осетини                      | 1    | 0,02 %   |
| Разом                        | 5963 | 100 %    |